# Lysimachia ardisioides
Lysimachia ardisioides är en viveväxtart som beskrevs av Genkei Masamune. Lysimachia ardisioides ingår i släktet lysingar, och familjen viveväxter. Inga underarter finns listade i Catalogue of Life.